# Período preclásico mesoamericano

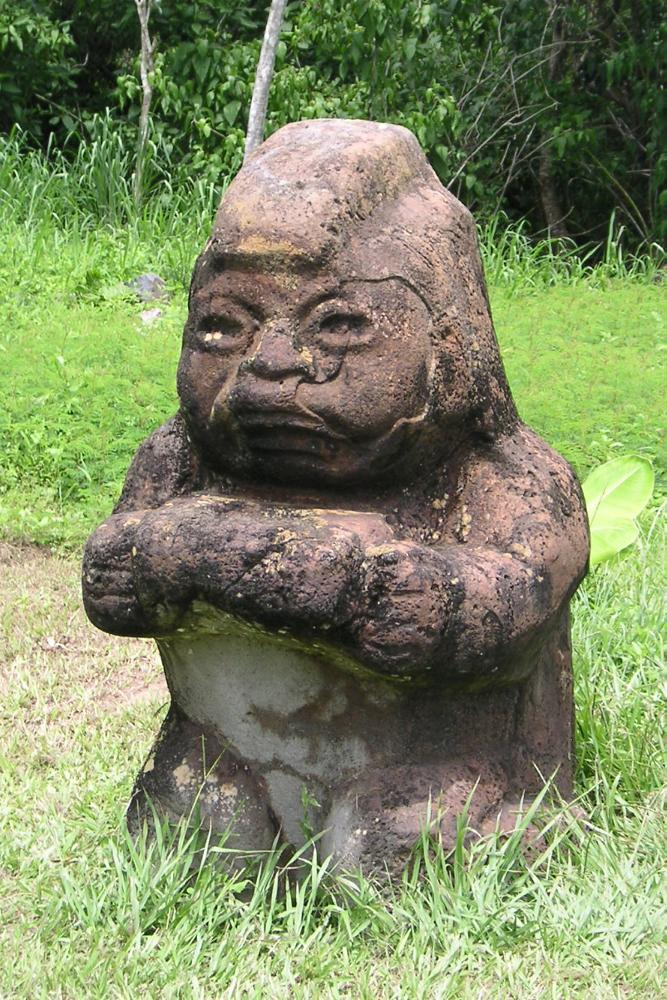
Escultura olmeca conocida como La abuela. Fue encontrada en La Venta, Tabasco, y trasladada a la capital de ese estado.

El periodo preclásico mesoamericano abarco aproximadamente desde el 1500 a. C. Se ha establecido con base en la fecha probable de elaboración de la primera cerámica mesoamericana y que se prolonga como el período de desarrollo que llegó  hasta por el año 200 d. C., fecha en que se consumó la caída del pueblo de Cuicuilco, ubicado al Sur de la Ciudad de México, donde subsiste la pirámide circular construida por esta cultura, en el cruce del Periférico Sur y Av. Insurgentes. Atribuyéndose su desaparición a la erupción del volcán Xitle, ubicado varios kilómetros más al Sur de dicha pirámide, erupción catastrófica que cubrió de lava en un radio de hasta 20 kilómetros, en diversas oleadas y que en algunos casos tiene un espesor de hasta 30 metros de profundidad.
Indica el momento en el que las sociedades mayas encontraron rasgos culturales propios que los distinguen de otros grupos mesoamericanos. Las sociedades son ya aldeas agrícolas sedentarias, por lo que aparece por primera vez la cerámica. En la Costa Pacífica este período inicia alrededor del año 1800 a. C., pero en el resto del área Maya se define a partir del 1000 o 1200 a. C.
Es a principios del Preclásico Medio, alrededor del año 800 a. C., cuando aparecen las primeras sociedades complejas en el Área Maya, en la forma de cacicazgos o jefaturas.

## Preclásico inferior
Es el punto cultural que marca la transición entre el periodo cenolítico superior y el inicio de la civilización mesoamericana es el desarrollo de la misma. Esto es así porque la cerámica es uno de los atributos de las sociedades plenamente sedentarias. En el caso de Mesoamérica, se estima que la producción de cerámica debió comenzar entre los siglos XXVI o XXV a. C. Los restos más antiguos de su manufactura son los rescatados en Puerto Marqués, en la sureña área cultural de Guerrero. Los arqueólogos las han fechado en el año 2440 a. C.
La etapa temprana del Preclásico abarca los 1300 años que van de 2500 a. C. al 1200 a. C. Para esta época, las sociedades mesoamericanas habían llegado a ser plenamente sedentarias, aunque como ocurriría a lo largo de la historia de la región.
La ausencia de obras de gran envergadura, características de los grandes Estado de tipo despótico que vieron la luz en los siglos posteriores, indica que las sociedades del preclásico temprano debieron ser igualitarias. Esto no quiere decir que todos los individuos fuesen iguales. Las sociedades simples, como debieron ser las mesoamericanas en esta dilatada época, se encuentran organizadas sobre la base del parentesco, la división sexual del trabajo y la jerarquización con base en grupos de edad.

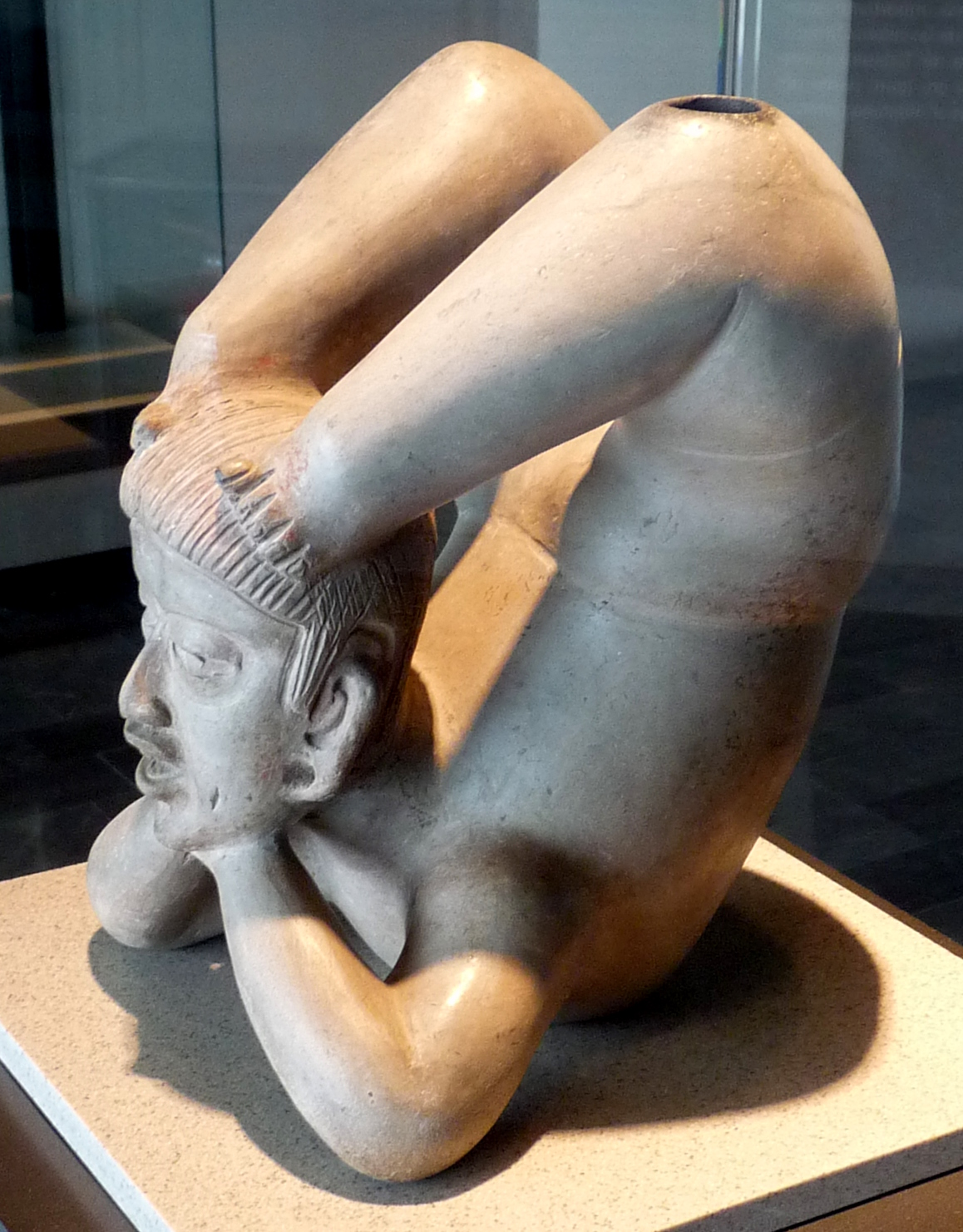
El Acróbata es una pieza arqueológica perteneciente a la cultura de Tlatilco. Este sitio es célebre por la gran cantidad de obras de alfarería encontradas en sus tumbas. En la pieza se observa una clara influencia olmeca.

A lo largo del Preclásico Temprano,  se encontraba inmersa en un proceso de diversificación cultural. En las diversas regiones que componen el área surgieron diferentes tradiciones cultural dominante en la especialización de las actividades económicas. Sin embargo, ningún grupo podía producir todos los insumos para su subsistencia. Por ello se formaron redes de intercambio comercial, incipientes en este periodo, y relacionadas con las preexistentes en el Cenolítico Superior, que permitieron a las sociedades involucradas en ellas disponer de recursos provenientes de regiones distantes.
El comercio tomó, desde entonces, un papel central en la conformación de la civilización mesoamericana. El intercambio comercial fue el vehículo que facilitó el intercambio cultural entre los mesoamericanos. En el Preclásico Temprano, sin embargo, prevalecen los estilos regionales (por lo menos como se observan en los restos arqueológicos correspondientes a la época), aunque es posible hablar de un proceso civilizatorio incipiente (como lo llamaba Darcy Ribeiro), que había permitido que todas las culturas del área estuvieran basadas en la agricultura del maíz, y también había sentado los cimientos del sistema de creencias mesoamericanas, expresado en el culto a los elementos.
Durante este periodo, el tipo de asentamiento humano característico debió ser la aldea. Hacia el final de este horizonte algunas de ellas crecieron en población y llegarían a ser dominantes, como El Opeño en Occidente; Tlatilco, Coapexco y Chalcatzingo en el Centro; y San José Mogote en Oaxaca.

### San José Mogote, Oaxaca
Una manifestaciones de arquitectura monumental en Mesoamérica es el centro ceremonial de San José Mogote. Se trata de una aldea ubicada en el valle de Etla, uno de los Valles Centrales de Oaxaca. La aldea de Mogote (cuyo nombre original es desconocido) fue la más importante de las que se establecieron en la región, y tuvo su mayor apogeo hacia el final del Preclásico Temprano. Su declinación está claramente asociada con la construcción de Monte Albán, la capital clásica de los zapotecos, hacia el final del Preclásico Medio. Mogote era una aldea de agricultores, que controlaba la región central de Oaxaca (ocupada desde ese tiempo por los zapotecos) y mantenía relaciones con el área olmeca.

### La Mixteca
La Mixteca es una región compartida por los actuales estados de Oaxaca, Puebla y Guerrero. Se trata de una zona que presenta evidencias de una ocupación antiquísima. Durante el periodo Preclásico Temprano, el sitio principal de la región fue Yucuita (del mixteco yuku=cerro, e ita=flor, de donde su nombre significa Cerro de las flores), una aldea de unos pocos cientos de habitantes, fundada hacia el año 1400 a. C. La aldea contaba con una plataforma central de piedra, en torno a la cual fueron construidas las chozas de sus habitantes. Más tardío fue Monte Negro.

## Preclásico medio

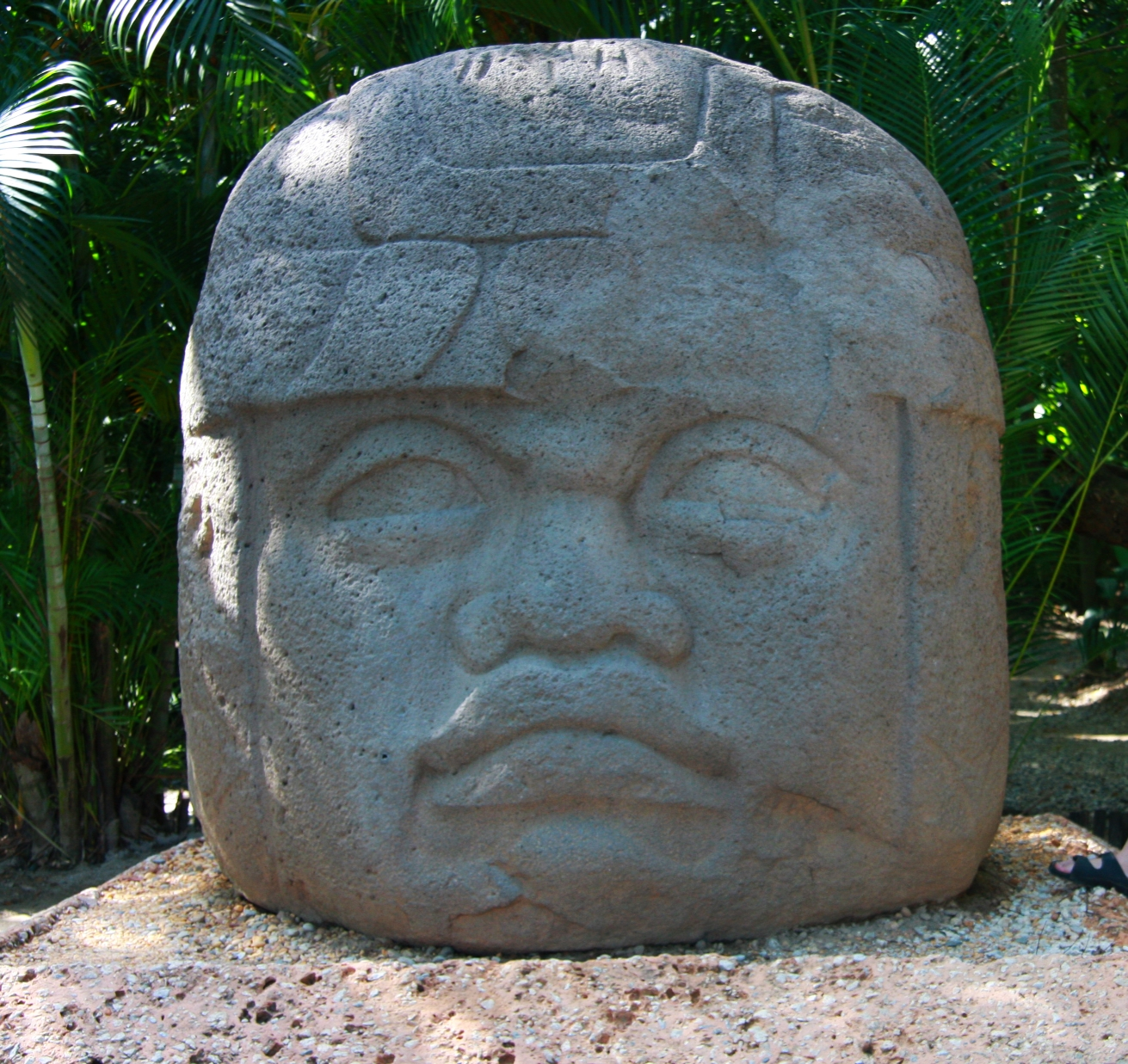
Monumento 1 de La Venta. La cultura olmeca es considerada tradicionalmente como cultura madre. Sin embargo, en la actualidad los arqueólogos y antropólogos coinciden en que el proceso civilizatorio mesoamericano fue producto de un desarrollo combinado de diversas sociedades, que confluyeron en lo que se llama cultura olmeca.

La segunda parte del período que ahora nos ocupa es denominada Preclásico Medio, y comprende los siglos que van de 1200-400 a. C. Se trata de una época de intensos cambios tecnológicos, especialmente en los que respecta a la agricultura. En algunas regiones clave del territorio mesoamericano se construyen los primeros sistemas de irrigación o de control de aguas. En su libro sobre la agricultura mesoamericana, Palerm consideraba que la movilización de grandes cantidades de mano de obra para la realización de los proyectos hidráulicos es un indicio de una sociedad segmentada, con un Estado fuertemente centralizado.

### Transformaciones sociales
En consonancia con Palerm, López Austin y López Luján dicen que precisamente la estratificación social es una de las características principales de las sociedades del preclásico medio. Aparecen, asociados a estos sistemas hidráulicos, complejos ceremoniales de arquitectura monumental permanente, es decir, diseñados para perdurar en el tiempo. Los sistemas de irrigación aparecen primero en el valle de Tehuacán, Puebla, hacia el año 700 a. C.; unos cien años más tarde, en la cuenca lacustre de México; y por el año 400 a. C., en los Valles Centrales de Oaxaca. De modo paralelo a la modernización tecnológica de la agricultura, las especies cultivables asociadas a este período aumentaron en repertorio.
La eficiencia de la agricultura tuvo redundancia en otros campos de la tecnología y economía mesoamericanas. De esta suerte, el preclásico medio es un período de especialización en los procesos productivos. Este fenómeno puede observarse a nivel interno de las diferentes sociedades, sin embargo, más importante es la especialización regional. Los pueblos mesoamericanos, como desde hacía mucho tiempo, habían explotado los recursos de su nicho ecológico, y habían tendido redes incipientes de intercambio. Pero en el preclásico medio, los excedentes producidos por la agricultura permitieron a una parte de la población ocuparse en actividades diferentes del cultivo.

#### Transformaciones sociales
Todo lo anterior no dejó de tener ciertas repercusiones en la estructura social, es decir, en el sistema de relaciones sociales. Aparecieron nuevos grupos, como los artesanos, y los comerciantes cobraron una presencia más importante. Además, como se había señalado antes, la sociedad en su conjunto se estratificó, y la clase dirigente (compuesta por la nobleza y los sacerdotes) se definió más claramente como un grupo separado del pueblo llano. Esto es posible saberlo por los restos encontrados en los entierros, por la relativa riqueza de las ofrendas funerarias, las representaciones iconógráficas, y, sobre todo, por la aparición de artículos suntuarios de procedencia foránea.
De hecho, en esta época, es posible observar que las élites regionales mantenían relaciones entre sí. La base de ellas era el comercio, pero desde luego que este estaba acompañado de cierta actividad militar. En el estado actual de conocimiento de las sociedades mesoamericanas, no resulta fácil dar una respuesta adecuada al papel de los militares en las sociedades del Preclásico Medio. Sin embargo, como lo indican numerosos monumentos en Monte Albán, en las tierras bajas mayas y el área nuclear olmeca, es seguro que por lo menos estas tres regiones testimoniaron el expansionismo zapoteca, maya y olmeca.
Por otro lado, el proceso de urbanización incipiente en que se vieron inmersos algunas aldeas de Mesoamérica al ocaso del Preclásico Temprano, toma en esta fase sus características más claras. Las aldeas se convierten en ciudades, que repiten claramente la segmentación de la vida social en los tipos de construcciones (los de la élite suelen ser más suntuosos y duraderos que las viviendas populares). Las ciudades mesoamericanas fueron construidas con base en un plan concienzudo, que convirtió a los centros ceremoniales de esta etapa en verdaderos observatorios astronómicos. Los ejes principales están relacionados con puntos notables de observación astronómica que permitían a los sacerdotes predecir llevar una contabilización del tiempo. Sobresalen, como modelos urbanos de la época, las ciudades de La Venta, en Tabasco, y San José Mogote en Oaxaca.

### El calendario y la escritura

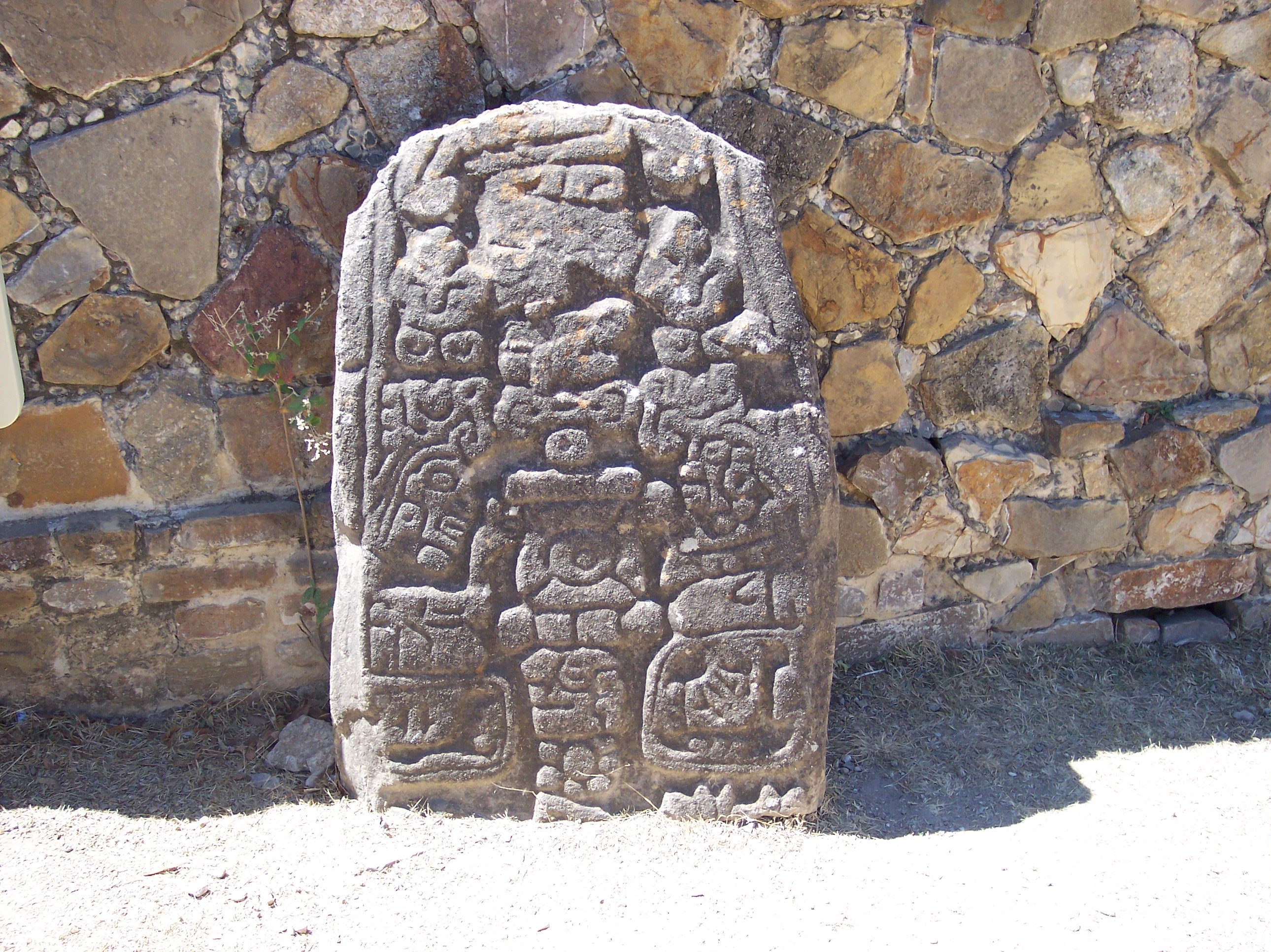
Lápida donde se aprecia claramente un ejemplo de la escritura zapoteca, la primera que vio la
luz en el área mesoamericana

Relacionados con los procesos de complejización de la vida social y la tecnología, aparecen la escritura y el calendario en Mesoamérica. La primera, desde sus inicios, transmite información política, y vinculados a ella, se encuentran registros cronológicos. Los sistemas de escritura mesoamericana más antiguos corresponden a la cultura maya. Las inscripciones más antiguas proceden del Monumento 3 San José Mogote, y de las lápidas del Edificio de los Danzantes en Monte Albán, así como en las Estelas 12 y 13 del mismo sitio. Indican sucesos fechados en el año 600 a. C. Algunas de estas inscripciones están registradas sobre la base del calendario ritual de 260 días; otras contienen cargadores y signos de años, y posiblemente también ya incluyan símbolos nominativos de las veintenas en que los mesoamericanos dividían el calendario solar de 365 días.
Se solía pensar que la escritura y el calendario mesoamericanos habían sido desarrollos culturales de los antiguos mayas. sin embargo, hoy se sabe que estos lo recibieron de los olmecas, quienes a su vez podrían haberlo tomado de los zapotecos. Incluso, la famosa Cuenta Larga del tiempo de los mayas y su numeración posicional con base veinte, apareció primero entre los olmecas de las selvas del golfo.

### Los sitios del Preclásico medio

#### Presencia olmeca en el Golfo, Centro y Guerrero
Sin embargo, se han encontrado objetos relacionados con esta cultura en diversos sitios de Mesoamérica, sin que se hayan clarificado hasta el momento las razones de estos hallazgos en lugares tan lejanos como Hato viejo (Honduras), Tibias (Costa Rica), y Tantoc (San Luis Potosí). Los hallazgos de objetos olmecas fuera del área nuclear son particularmente numerosos en las regiones del Centro y Guerrero. En la primera, son emblemáticos sitios como Tlatilco (estado de México), Chalcatzingo (Morelos) y Las Bocas (Puebla). Este último es conocido porque durante la década de los setenta aparecieron en el mercado de arte precolombino numerosas figurillas, que supuestamente provenían del lugar, mismas que, después se supo, realmente tenían un origen incierto. Sin embargo, excavaciones realizadas en la década de 1990 revelaron la verdadera importancia de "Las Bocas" como una de las pocas aldeas de que se conserven restos en la actualidad.
Más problemática es la relación entre los olmecas y la región de Guerrero. Aquí se han encontrado por lo menos dos asentamientos que muestran indicios de ocupación humana —como Teopantecuanitlán y Oxtotitlán—, y otros varios donde aparecen muestras de la presencia olmeca, que podrían remitir a que, sitios como las Grutas de Juxtlahuaca hayan tenido una importancia ceremonial para los portadores de la cultura olmeca. Por otra parte, se presume que las relaciones de estos grupos con las áreas oaxaqueña y Maya contribuyó con el desarrollo cultural en esas regiones de las culturas zapoteca y maya

#### La gran tradición del Istmo o complejo mixe-zoque
Los hallazgos arqueológicos en la zona del istmo de Tehuantepec han permitido determinar que en aquella región tuvo lugar un desarrollo temprano de la cerámica. La principal característica de la cerámica de esta región (datada entre el lejano 1800 y 1350 a. C.), es que a diferencia de sus contemporáneas del valle de Tehuacán y la costa de Guerrero, la cerámica de Barra, Locona y Ocós alcanza grandes alturas artísticas. Esto ha hecho suponer que los portadores del complejo mixe-zoque debieron haber mantenido contactos con los pueblos de Ecuador. La Tradición del Istmo habría penetrado desde el territorio Guatemalteco a la costa del Golfo, donde, en la confluencia de las culturas zapoteca, mixe-zoque y protomaya, habría florecido. Durante el período Preclásico Medio, la Gran Tradición del Istmo se extendió por la costa del Pacífico desde Tehuantepec hasta El Salvador. La cerámica de La Blanca en Guatemala es con mucho la más fina del Preclásico temprano y antecede por unos 600 años a la Olmeca más temprana, a la cual Michael Coe, curador emérito del Museo Peabody de Harvard, llama una versión de campo de la mucho más sofisticada Cerámica de La Blanca, por otra parte las esculturas munumentales de la Cultura Monte Alto en el Pacífico de Guatemala, también anteceden por mucho a la Olmeca.

#### Capacha
Aproximadamente al inicio del preclásico medio, tuvo lugar en el Occidente de México la aparición de una tradición cerámica a la que Isabel Kelly dio el nombre de cultura Capacha. Se han encontrado restos de ella en Colima, Jalisco y Sinaloa. Los objetos más característicos de esta tradición son los tecomates decorados con incisión, y las vasijas con cintura, en ocasiones tan estrecha, que parecen dos vasijas, una colocada sobre la otra.

## Periodo preclásico y sus códices

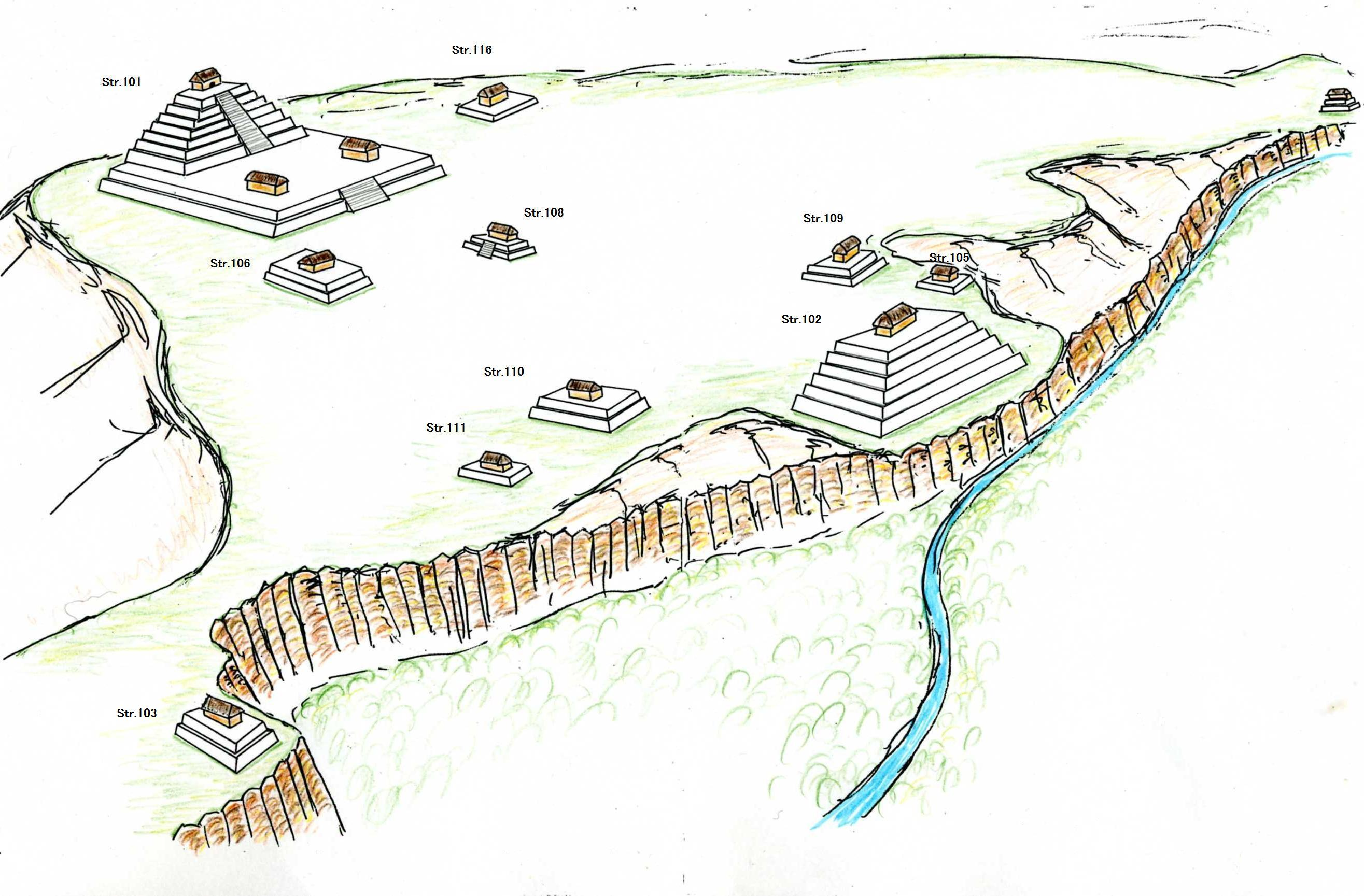
Estructuras del sitio arqueológico Lenca de el Chircal, Honduras. Refleja la influencia de la arquitectura Olmeca en Centroamérica.

La declinación de la cultura olmeca dio origen al periodo preclásico tardío (400 a. C.-200 d. C.). Se trata de una época de diversificación cultural y asimilación de los elementos olmecas en los sistemas culturales de cada pueblo. Con esa base dieron comienzo varias de las tradiciones más importantes de Mesoamérica. Sin embargo, Cuicuilco, en el sur del valle de México, y la Chupícuaro, en Michoacán, serían las más importantes. La primera llegó a convertirse en la mayor ciudad de Mesoamérica y principal centro ceremonial del Valle de México; y mantenía relaciones con Chupícuaro. La declinación de Cuicuilco es paralela a la emergencia de Teotihuacán, y se consuma con la erupción del volcán Xitle (circa 150 d. C.), que motivó la migración de sus pobladores al norte del valle de México. La cultura Chupícuaro es conocida sobre todo por su producción alfarera, cuyas huellas se han detectado por una amplia zona ubicada entre el Bajío y la cuenca lacustre.
Hacia el final del Preclásico había comenzado la planificación de las ciudades que llegarían a ser emblemáticas de Mesoamérica, como Monte Albán y Teotihuacán.